# Záseka
Záseka (německy Zaseka) je malá vesnice, část obce Netín v okrese Žďár nad Sázavou. Nachází se asi 1,5 km na sever od Netína. Prochází zde silnice II/354. V roce 2009 zde bylo evidováno 31 adres. V roce 2001 zde trvale žilo 27 obyvatel. Žije zde 26 obyvatel.
Záseka je také název katastrálního území o rozloze 0,91 km2.

## Osobnosti
- Richard Picbauer (1886–1955), mykolog